# مؤسسة محمود عباس
مؤسسة محمود عباس هي مؤسسة أهلية غير ربحية، تأسست عام 2011، تعمل على مساعدة ودعم اللاجئين الفلسطينيين في الشتات وخصوصاً في مخيمات لبنان، نظراً للأوضاع الصعبة التي يعيشونها هناك وتشجعهم على استكمال دراستهم بهدف الإنخراط بسوق العمل.

## التأسيس
جاءت فكرة تأسيس المؤسسة من رفاق وأصدقاء ومحبي الرئيس محمود عباس، الذين سعوا إلى تخليد إرثه الوطني بأبعاده السياسية والثقافية والاجتماعية والتربوية. تحمل المؤسسة اسمه تكريمًا لمسيرته وشخصيته القيادية المتميزة بالصدق والنزاهة والحكمة.

## الرؤية والرسالة
تتمثل رؤية المؤسسة في بناء قدرات الفلسطينيين في مخيمات الشتات لمساعدتهم على مواجهة كافة التحديات والصعوبات. تطمح المؤسسة للوصول إلى أكبر عدد من الفلسطينيين في مختلف مخيمات الشتات، وخلق برامج جديدة تخدم الشرائح المختلفة للتجمعات الفلسطينية، وبناء قواعد أساسية لتحسين أوضاعهم المعيشية وتغييرها للأفضل، كما تسعى إلى زيادة عدد الداعمين والمتبرعين للمؤسسة وتوفير مصادر دخل ثابتة لضمان استمرار المؤسسة وتحقيق أهدافها.
أما رسالة المؤسسة هي تحسين أوضاع الفلسطينيين في مخيمات الشتات ومساعدتهم في مواجهة الصعوبات، وتمكين الشباب وتأهيلهم للانخراط في سوق العمل.

## الأهداف
- تنمية وتطوير التعليم والبحث والمعرفة والإبداع لدى الفلسطينيين في مخيمات الشتات.
- تحسين أوضاع الفلسطينيين من النواحي الإنسانية والاقتصادية والاجتماعية، والثقافية في مخيمات الشتات.
- الاهتمام بالقضايا ذات الأبعاد الإنسانية والاجتماعية التي تخص اللاجئين.
- خلق حاضنة تعمل على إدارة المبادرات التي أطلقها الرئيس محمود عباس بطريقة استراتيجية للحفاظ على نجاحها واستدامتها، والتعاون والشراكة مع شركات وأفراد مهتمين لدعم هذه المبادرة.[1]

## البرامج والأنشطة
تقدم المؤسسة العديد من البرامج والأنشطة لدعم الفلسطينيين، منها:
- المنح الدراسية
- برنامج التكافل العائلي
- برامج فلسطين
- صندوق دعم الطالب
- مبادرات تكنولوجية
- برنامج تمكين الشباب
- حملات موسمية

## الإدارة
أعضاء مجلس الإدارة: 
- مروان عورتاني، رئيس مجلس الإدارة
- عمار العكر، نائي رئيس مجلس الإدارة
- طارق عباس، عضو
- ابراهيم برهم، عضو
- مالك ملحم، عضو
- نصار نصار، عضو
- محمد أبو رمضان، عضو
- هاشم الشوا، عضو
- انتصار ابو عمارة، عضو
- جمال حسين، عضو
- كريم شحادة، أمين السر
- عزام الشوا، أمين الصندوق